# The Dream (альбом The Orb)
The Dream — восьмой студийный альбом британской электронной группы The Orb, изданный 27 августа 2007 года на лейблах Liquid Sound Design, Traffic Inc. и Six Degrees Records. На виниле релиз впервые вышел в 2023 году. Он получил положительные отзывы от музыкальных критиков.
Альбом представляет собой нечто вроде возвращения к более раннему звучанию и имеет гораздо больше общего с альбомом 2004 года Bicycles and Tricycles в отличие от минимального релиза 2005 года Okie Dokie It’s the Orb on Kompakt. Участник Orb Томас Фельманн отсутствовал на альбоме, и вместо него Патерсон воссоединился с Мартином Гловером, а также к нему присоединился Тим Бран из Dreadzone.

## Отзывы
| Совокупная оценка | Совокупная оценка |
| Источник          | Оценка            |
| ----------------- | ----------------- |
| Metacritic        | 62/100            |
| Оценки критиков   |                   |
| Источник          | Оценка            |
| AllMusic          | [ 3 ]             |
| The A.V. Club     | C                 |
| musicOMH          | [ 5 ]             |
| NME               | 6/10              |
| Pitchfork         | 3.6/10            |
| PopMatters        | 7/10              |
| Q                 | [ 9 ]             |
| Record Collector  | [ 10 ]            |
| Uncut             | [ 11 ]            |
| URB               | [ 12 ]            |

The Dream получил смешанные и положительные отзывы от музыкальных критиков. На сайте Metacritic, который присваивает нормализованный рейтинг из 100 баллов рецензиям основных критиков, альбом получил средний балл 62, основанный на профессиональных рецензиях, что означает «В целом благоприятные отзывы». Джон Буш из AllMusic отметил, что альбом The Dream «он звучит более похоже на Orb, чем любая другая их запись. В соответствии с названием, весь альбом такой же славный и туманный, как и прошлые работы Orb. Правда, он редко отклоняется от шаблона — расширяющий сознание даб с отличным темпом и постоянно чем-то занят. The Dream не только хорошо спродюсирован, но и хорошо запрограммирован».

## Список композиций
| №   | Название | Автор(ы)                                         | Длительность |
| --- | --- | ------------------------------------------------ | ------------ |
| 1.  | «The Dream (The Future Academy of Noise, Rhythm and Gardening Mix)» (гитара Matt Chandler, вокал от Helen Boulding)      | Alex Paterson, Boulding, Martin Glover, Tim Bran | 6:26         |
| 2.  | «Vuja De» (сингл; микширование Andy Hughes, дополнительное программирование Adam Pickard, вокал от Aki Omori)            | Paterson, Glover, Bran                           | 5:45         |
| 3.  | «Something Supernatural»                                                                                                 | Paterson, Glover, Bran                           | 0:36         |
| 4.  | «A Beautiful Day» (вокал от Juliet Roberts)                                                                              | Paterson, Roberts, Glover, Bran                  | 6:48         |
| 5.  | «DDD (Dirty Disco Dub)» (микширование Hughes, дополнительное программирование Pickard, вокал от Andy Caine, The Corpral) | Paterson, Caine, Glover, Bran                    | 5:03         |
| 6.  | «The Truth Is...» (гитара Steve Hillage, вокал от Roberts)                                                               | Paterson, Roberts, Glover, Bran                  | 6:43         |
| 7.  | «Phantom of Ukraine» | Paterson, Glover, Bran                           | 0:30         |
| 8.  | «Mother Nature» (гитара Hillage, микширование Greg Hunter, вокал от The Corpral, Roberts)                                | Paterson, Roberts, Glover, Bran                  | 6:30         |
| 9.  | «Lost & Found» (вокал от The Corpral)                                                                                    | Paterson, Glover, Bran                           | 6:19         |
| 10. | «The Forest of Lyonesse»                                                                                                 | Paterson, Glover, Bran                           | 1:09         |
| 11. | «Katskills» (микширование Hunter, исполнение Dr. D, программирование Pickard)                                            | Paterson, Glover, Bran                           | 5:55         |
| 12. | «High Noon» (гитара Hillage)                                                                                             | Paterson, Glover, Hillage, Bran                  | 6:03         |
| 13. | «Sleeping Tiger & The Gods Unknown»                                                                                      | Paterson, Glover, Bran                           | 1:09         |
| 14. | «Codes» (гитара Hillage, вокал от Carol Luna, разговорные слова от Cozy)                                                 | Paterson, Luna, Glover, Hillage, Bran            | 8:13         |
| 15. | «Orbisonia» (программирование David Nock)                                                                                | Paterson, Glover, Bran                           | 5:47         |
| 16. | «Let The Music Set You Free» (только в японском издании)                                                                 | Paterson, Glover, Bran                           | 7:01         |
| 17. | «Free Bird» (бонусный трек iTunes и только на издании в США)                                                             | Allen Collins, Ronnie Van Zant                   | 9:56         |

## Чарты
| Чарт (2007)                                  | Высшая позиция |
| -------------------------------------------- | -------------- |
| Шотландия (Scottish Albums Chart)            | 40             |
| Великобритания (UK Independent Albums Chart) | 23             |